# Parc national de Saguaro
Vous lisez un « bon article » labellisé en 2010.
Le parc national de Saguaro est un parc national américain situé près de Tucson, dans le comté de Pima, au sud de l’Arizona.
D'une superficie de 370 km2, le parc est reconnu pour ses nombreux cactus, dont le plus célèbre est le Saguaro. Le parc est situé du côté oriental du désert de Sonora et se compose de plaines désertiques, mais aussi de zones montagneuses où des espèces moins résistantes à l'aridité parviennent à se développer, grâce au climat plus humide en altitude.
L'occupation humaine de la région remonte à environ 7 000 ans, durant la période archaïque, mais aucune preuve archéologique n'indique pourtant que l'Homme y vivait en permanence. Les régions environnantes du parc sont habitées par la peuplade précolombienne des Hohokams entre les IIe et XVe siècles, puis par des Amérindiens Sobaipuri et Tohono O'odham, qui y limitent leurs activités à la chasse et à la cueillette.
Les premiers explorateurs européens, d'origine espagnole, découvrent le sud de l'Arizona au milieu du XVIe siècle, et les premiers colons s'y installent à la fin du XVIIIe siècle. L'Arizona rejoint les États-Unis seulement en 1912. Créé en 1933 en tant que monument national de Saguaro (Saguaro National Monument), il devient parc national le 14 octobre 1994. Depuis, le National Park Service s'occupe de la protection des richesses naturelles et culturelles du parc, qui accueille chaque année près de 700 000 visiteurs.

## Géographie
Le parc national se compose de deux zones distinctes séparées par la localité de Tucson. Les monts Rincon se situent à l'est tandis que les monts Tucson sont localisés plus à l'ouest,. La superficie totale du parc s'élève à 370,04 km2.

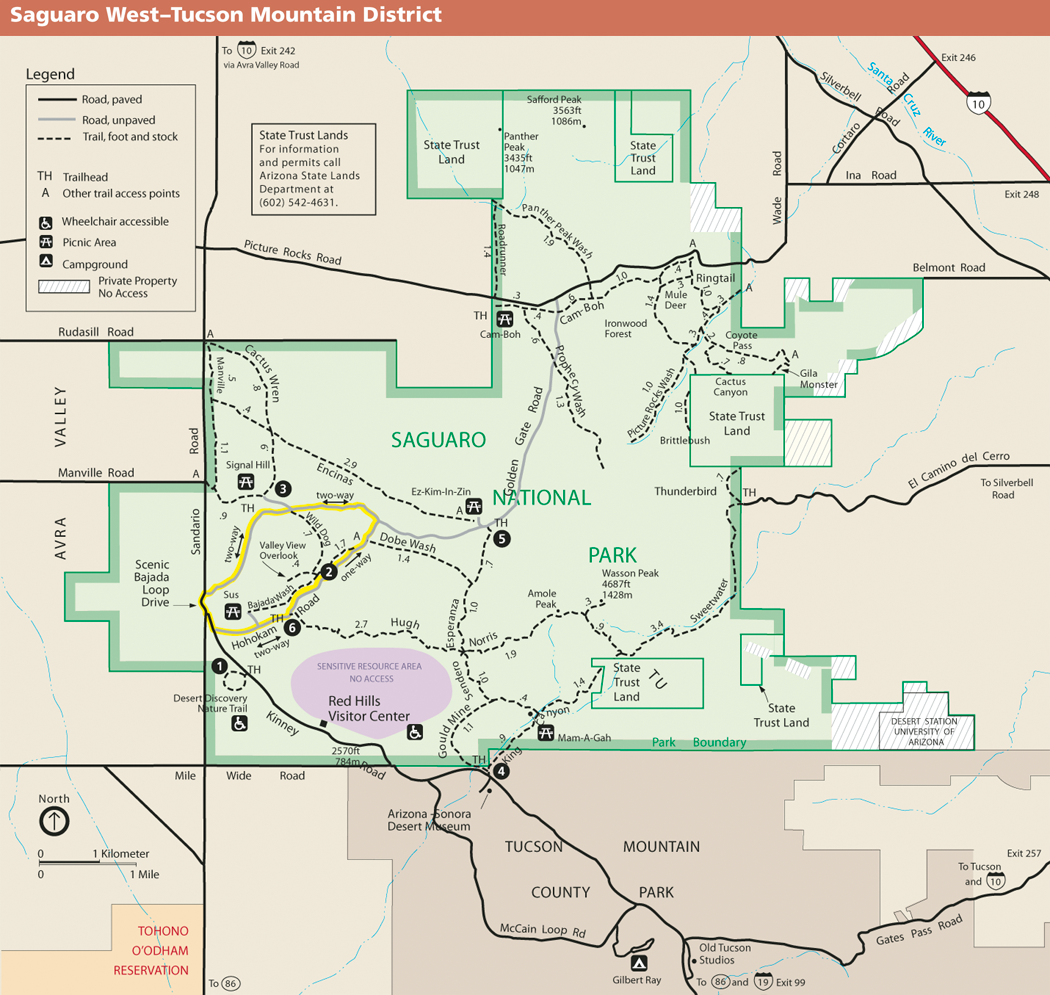
District occidental du parc national de Saguaro
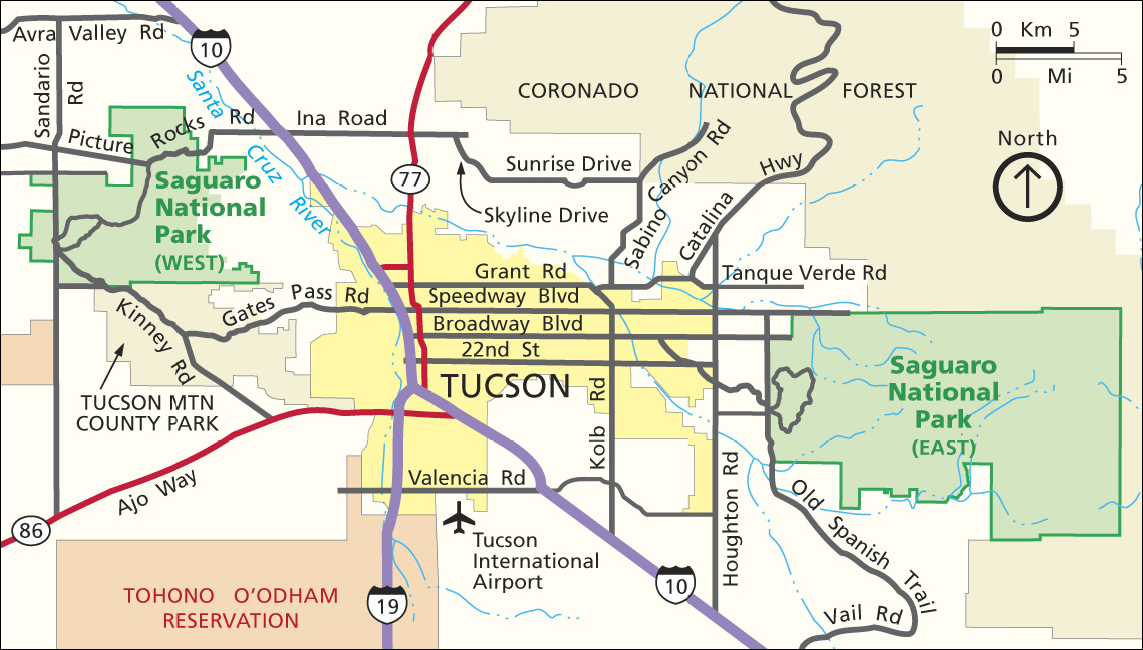
Carte de localisation générale
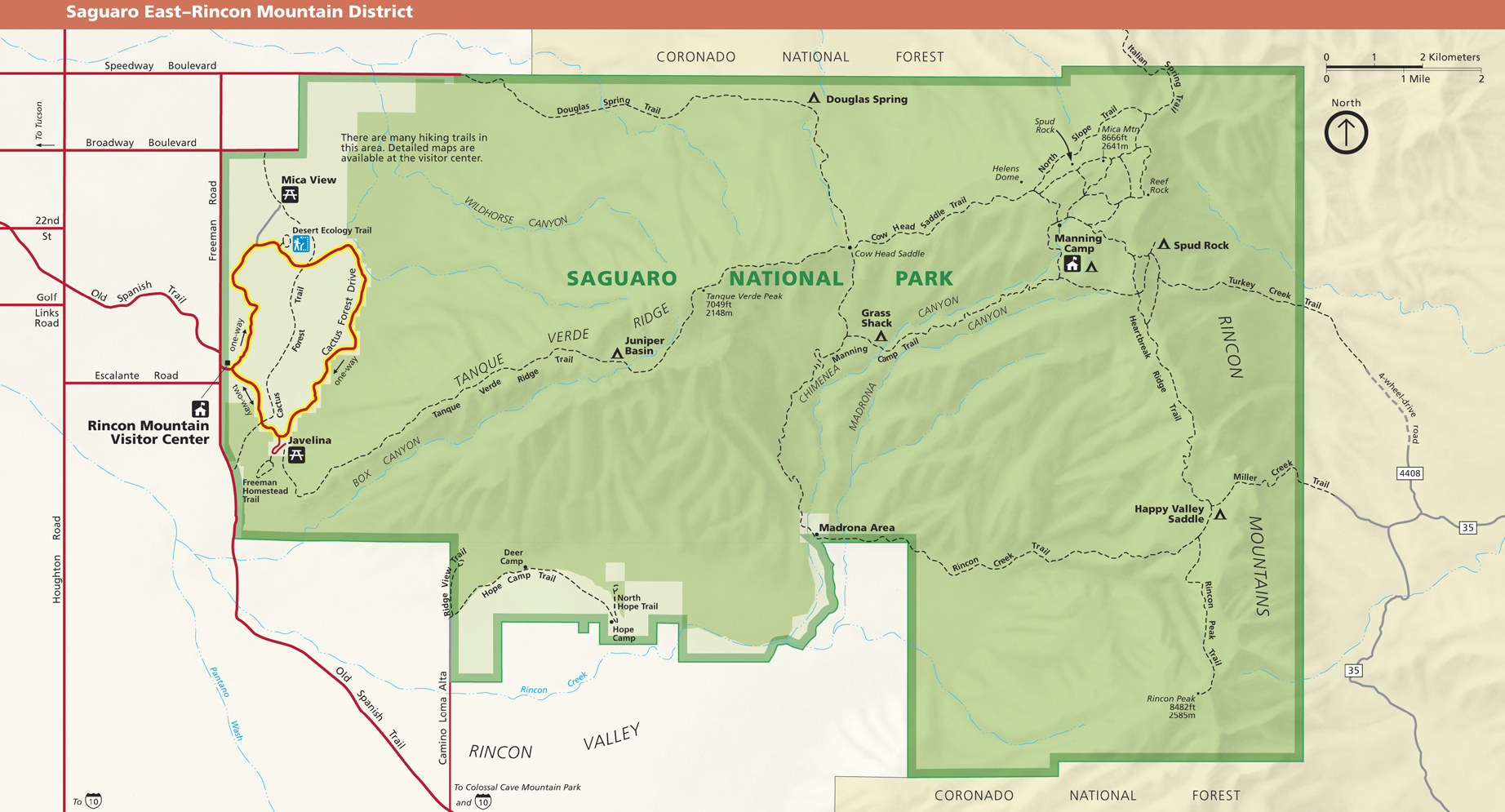
District oriental du parc national de Saguaro

### Relief
L'altitude des monts Rincon varie entre 814 et 2 641 m au niveau de Mica Mountain tandis qu'elle est comprise entre 664 et 1 428 m au niveau du pic Wasson dans les monts Tucson. Les monts Tucson font environ 10 km de large sur 30 km de long,,.

### Climat
La région se caractérise par un climat désertique de type BWh selon la classification de Köppen. Le climat présente des étés très chauds avec des températures moyennes maximales proches de 40 °C alors qu'en hiver elles sont proches de 20 °C. Le record de température minimale est de −6 °C (1985), alors que le record de température maximale est de 46 °C (1994). Des gelées peuvent toutefois se produire de novembre à avril.
Le climat est assez aride avec des précipitations moyennes annuelles dépassant légèrement les 300 mm. Les mois d'avril et de juin sont les plus secs alors que les mois de juillet et d'août sont les plus humides. Les précipitations estivales se produisent en général sous forme d'averses orageuses violentes (mousson nord-américaine) tandis que les pluies sont plus continues en hiver.
| Mois                                       | Janv | Fév | Mars | Avr | Mai | Juin | Juil | Août | Sept | Oct | Nov | Déc | Année     |
| ------------------------------------------ | ---- | --- | ---- | --- | --- | ---- | ---- | ---- | ---- | --- | --- | --- | --------- |
| Record des températures maximales (°C)     | 31   | 31  | 36   | 40  | 42  | 46   | 46   | 44   | 42   | 39  | 35  | 31  | 46 (1994) |
| Températures maximales moyennes (°C)       | 18   | 21  | 23   | 27  | 32  | 38   | 38   | 37   | 35   | 29  | 23  | 19  | 28        |
| Températures minimales moyennes (°C)       | 4    | 6   | 8    | 11  | 16  | 21   | 24   | 23   | 20   | 14  | 8   | 4   | 13        |
| Record de température minimale (°C)        | -6   | -6  | -3   | -3  | 7   | 11   | 13   | 14   | 8    | 3   | -3  | -5  | -6 (1985) |
| Moyennes mensuelles de précipitations (mm) | 24   | 27  | 28   | 7   | 5   | 5    | 52   | 65   | 31   | 28  | 18  | 28  | 318       |

### Hydrographie
Les ruisseaux de la région sont souvent vides mis à part durant les rares périodes de fortes précipitations. La rivière principale de la ville de Tucson, qui s'écoule dans la vallée séparant les deux zones du parc, est la rivière Santa Cruz. Cette dernière, qui appartient au bassin hydrographique du fleuve Colorado, est généralement asséchée.

## Géologie
Le sol du parc est constitué de roches sédimentaires (calcaire et grès), métamorphiques (gneiss ou schiste) et ignées (granite et basalte). Les roches les plus anciennes de la région ne sont pas visibles en surface dans le parc. Elles ont environ 1,7 milliard d'années et datent du Précambrien. Ces roches sont un mélange de granite et de schiste. Durant un peu plus d'un milliard d'années, ces roches sont soumises à l'érosion. Il y a environ 600 millions d'années durant le Paléozoïque, de nombreux sédiments se déposent sur la région et se transforment au fil du temps en roches sédimentaires sous la pression de leur propre poids. Durant le Mésozoïque, il y a environ 150 millions d'années, de nouveaux sédiments arrachés à des montagnes voisines se déposent dans une mer peu profonde au-dessus des anciennes roches sédimentaires. Ces roches, visibles par endroits dans le parc, sont rouges car elles contiennent de l'hématite (un oxyde de fer),.
Durant environ 30 millions d'années, les roches se soulèvent à la suite de la collision entre la plaque nord-américaine et une plaque tectonique océanique lors de l'orogenèse laramienne. À cette époque, la zone de Tucson est sujette à des éruptions volcaniques contrairement à celle de Rincon. C'est aussi à cette époque que se déposent les minerais de cuivre, d'argent et d'or. Après une nouvelle période d'érosion, le mouvement de la croûte terrestre est à l'origine de tensions importantes donnant naissance à des failles il y a 10 à 15 millions d'années. La croûte s'effondre au niveau de la faille en formant une dépression tandis que les roches restent surélevées à proximité. Par la suite, la région continue à subir l'érosion qui arrache des sédiments des parties élevées (monts Rincon et Tucson) qui comblent au fil du temps les profondes vallées situées au niveau de la dépression,.

## Milieu naturel

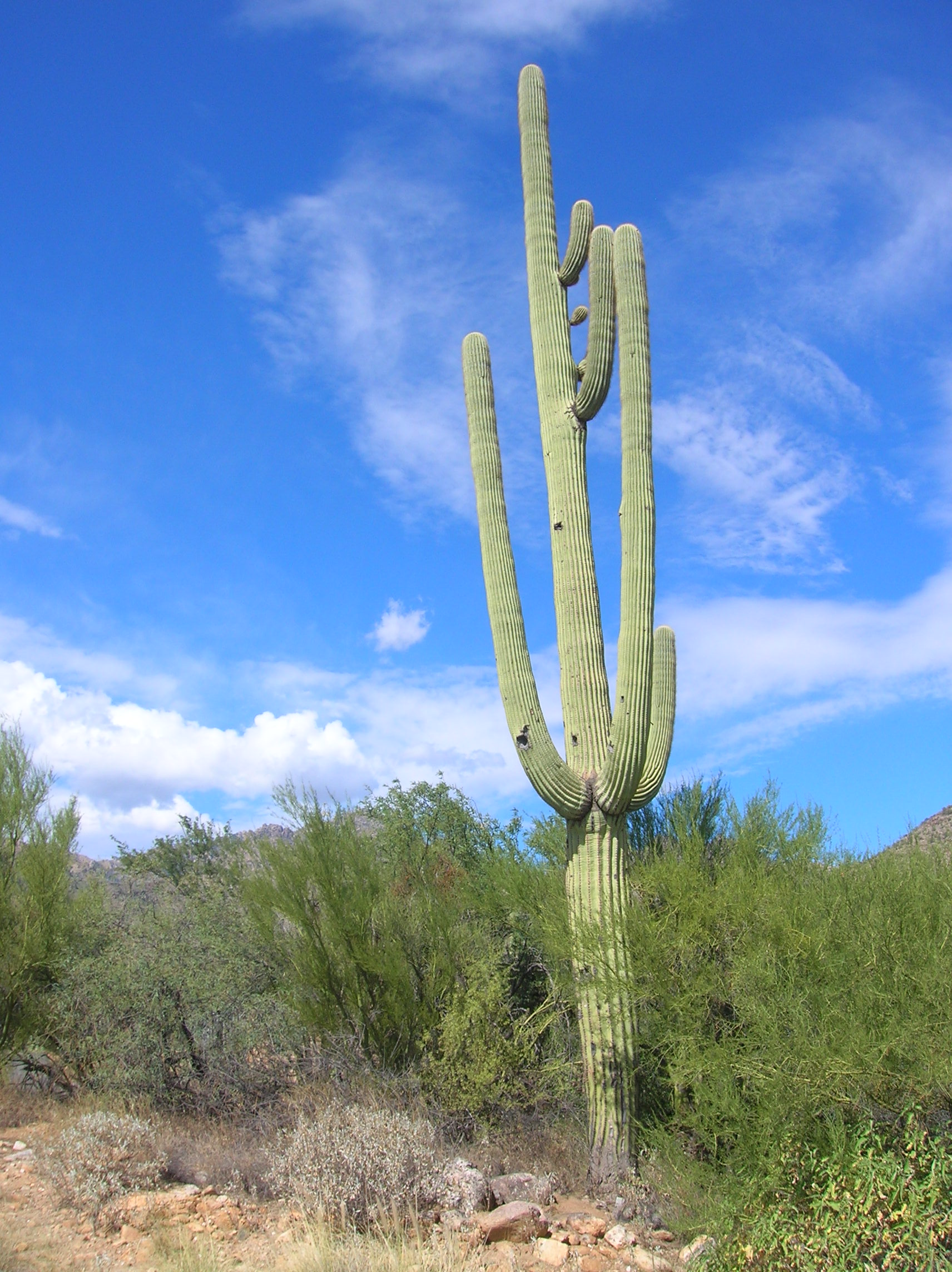
Le Saguaro, symbole du parc et de l'Arizona.

Situé à la limite orientale du désert de Sonora, le parc abrite de nombreuses espèces animales et végétales adaptées au climat chaud et sec. Certaines espèces ne sortent ainsi que la nuit pour éviter les heures chaudes. Le Lièvre de Californie (Lepus californicus) utilise ses grandes oreilles pour dissiper la chaleur de son corps tandis que l'Urubu à tête rouge (Cathartes aura) et l'Urubu noir (Coragyps atratus) se défèquent dessus pour se refroidir (Urohydrosis).
Les monts Rincon sont la région la plus riche en espèces grâce à son relief plus important qui offre plus de biotopes. Les monts Tucson sont moins accidentés et présentent moins de biodiversité. À basse altitude, le milieu naturel est de type désertique et se caractérise par des cactus. Par contre en altitude apparaissent différents arbres dont des conifères et des chênes.
Selon l'Agence de protection de l'environnement des États-Unis, le parc national se trouve dans les écorégions des « déserts chauds » et du « piedmont de la Sierra Madre occidentale »,,,. Selon le système de classement du WWF, la zone appartient à l'écorégion du désert de Sonora (Sonoran desert), qui se caractérise par une région semi-désertique riche en cactus et symbolisée par le Saguaro. Le bétail a un impact négatif sur la zone notamment à la suite de l'introduction de Cenchrus ciliaris, une herbe devenue invasive après avoir été introduite pour le bétail mais qui augmente le risque des incendies dans cette région.

### Faune
Les mammifères présents dans les monts Tucson sont le Chien sauvage (Canis familiaris), le Coyote (Canis latrans), le Puma (Puma concolor), l'Écureuil des rochers (Spermophilus variegatus), la Souris des Cactus (Peromyscus eremicus eremicus), le Rat kangourou de Merriam (Dipodomys merriami), la Mouffette rayée (Mephitis mephitis). Au niveau des monts Rincon sont présents l'Ours noir (Ursus americanus), le Pécari à collier (Pecari tajacu), le Cerf hémione (Odocoileus hemionus), le Lièvre de Californie (Lepus californicus), l'Opossum de Virginie (Didelphis virginiana), la Musaraigne du désert (Notiosorex cockrumi) et seize espèces de Chiroptères dont la chauve-souris mexicaine à queue libre (Choeronycteris mexicana), la Chauve-souris rousse de l'Ouest (Lasiurus blossevillii) et la Chauve-souris de Yuma (Myotis yumanensis),.

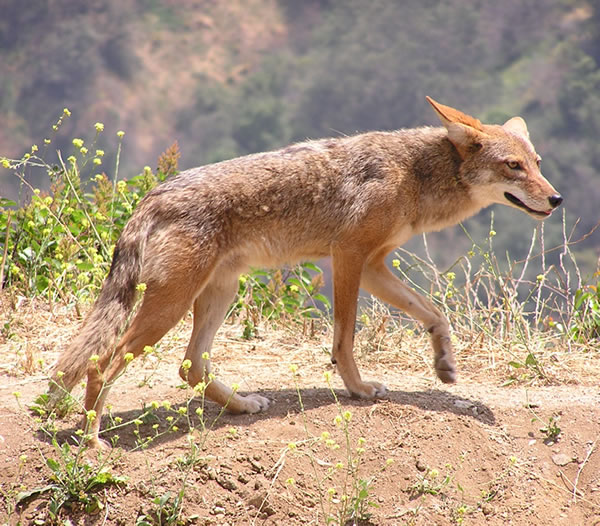
Coyote.
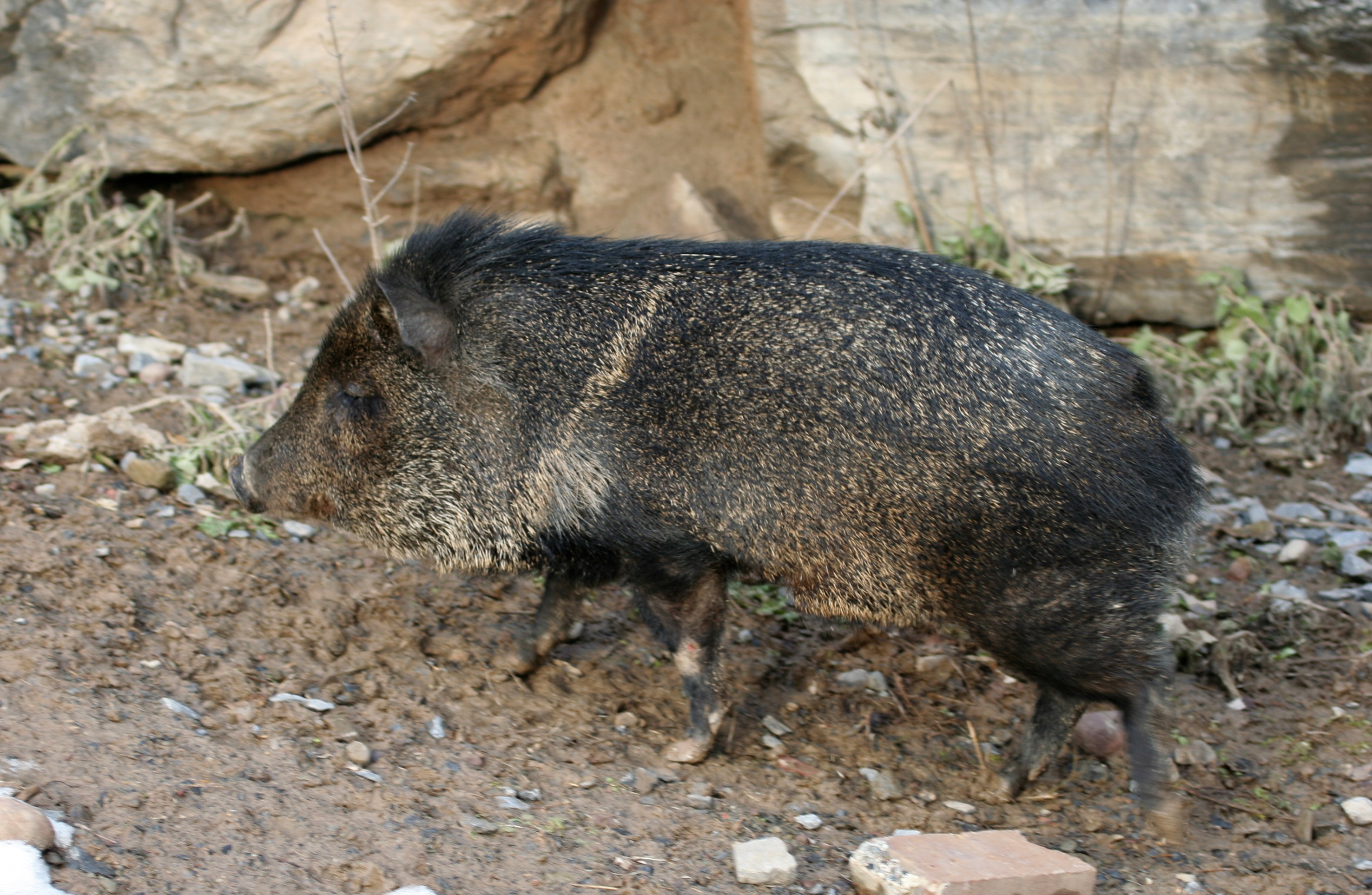
Pécari à collier.
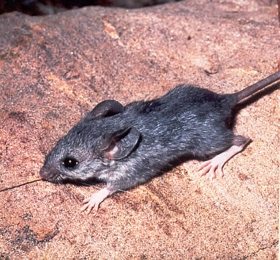
Souris des Cactus.
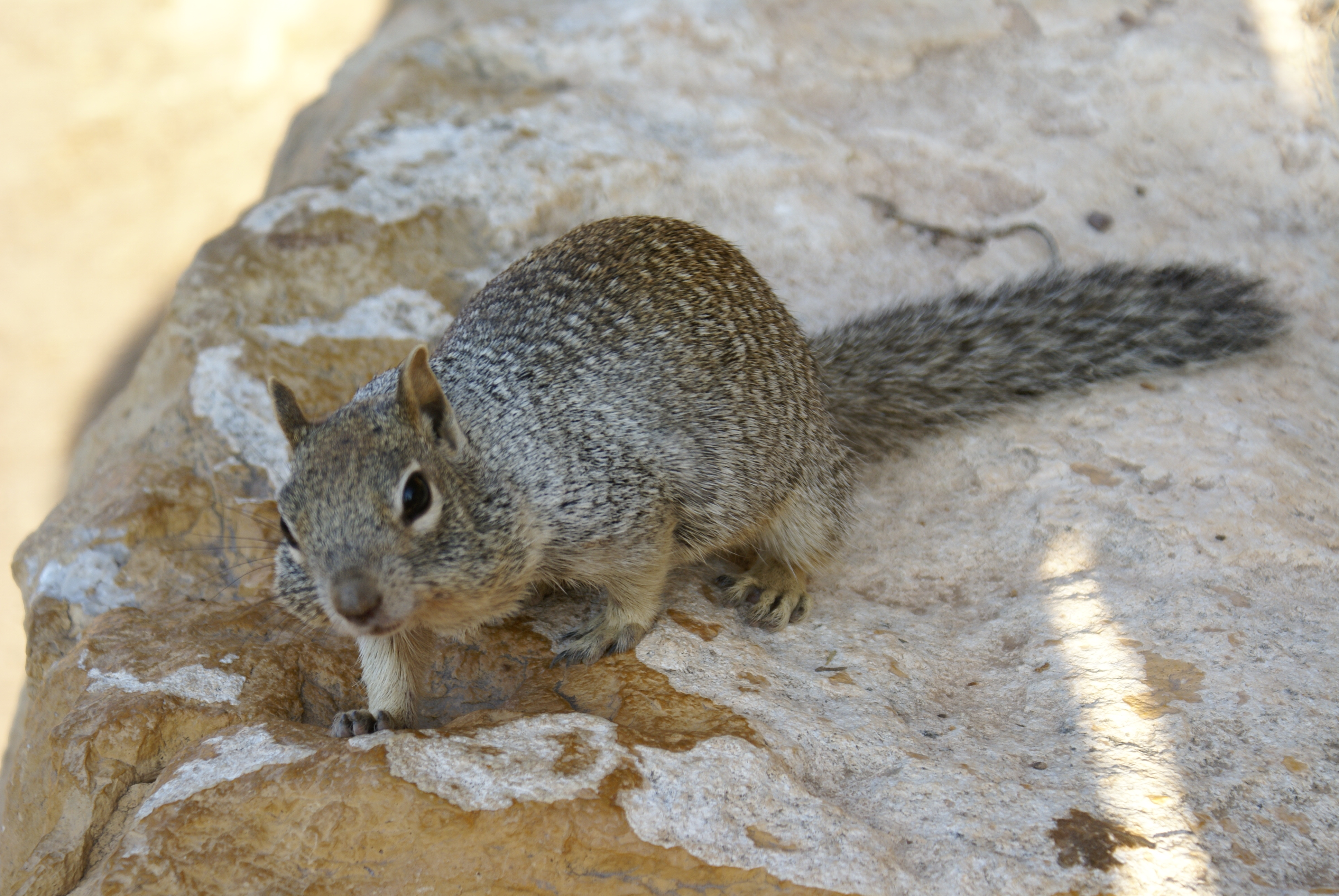
Écureuil des rochers.

Le parc abrite également de nombreux oiseaux dont le célèbre Grand Géocoucou (Geococcyx californianus) mais aussi le Coulicou à bec jaune (Coccyzus americanus occidentalis), la Chevêchette des saguaros (Micrathene whitneyi), le Crécerelle d'Amérique (Falco sparverius), la Buse à queue rousse (Buteo jamaicensis), l'Épervier de Cooper(Accipiter cooperii), la Tourterelle à ailes blanches (Zenaida asiatica), l'Hirondelle à face blanche (Tachycineta thalassina), le Moucherolle vermillon (Pyrocephalus rubinus), le Vacher à tête brune (Molothrus ater), le Pic des saguaros (Melanerpes uropygialis), le Tyran à gorge cendrée (Myiarchus cinerascens), le Geai des volcans (Aphelocoma ultramarina), le Cardinal pyrrhuloxia (Cardinalis sinuatus), l'Auripare verdin (Auriparus flaviceps) et la Paruline verdâtre (Vermivora celata). Plusieurs espèces de colibris dont le Colibri d'Anna (Calypte anna) se nourrissent du nectar de fleurs,.

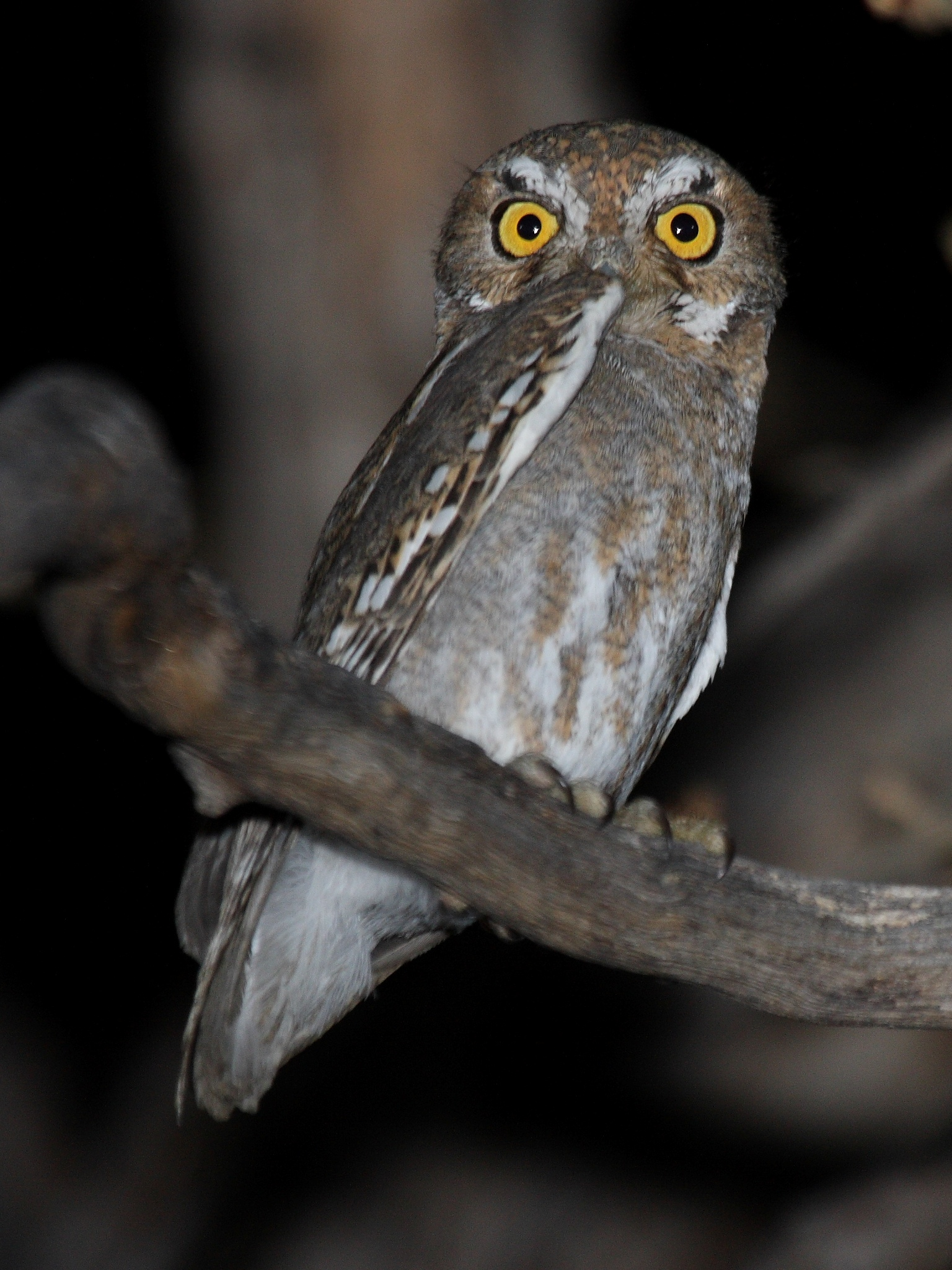
Chevêchette des saguaros.
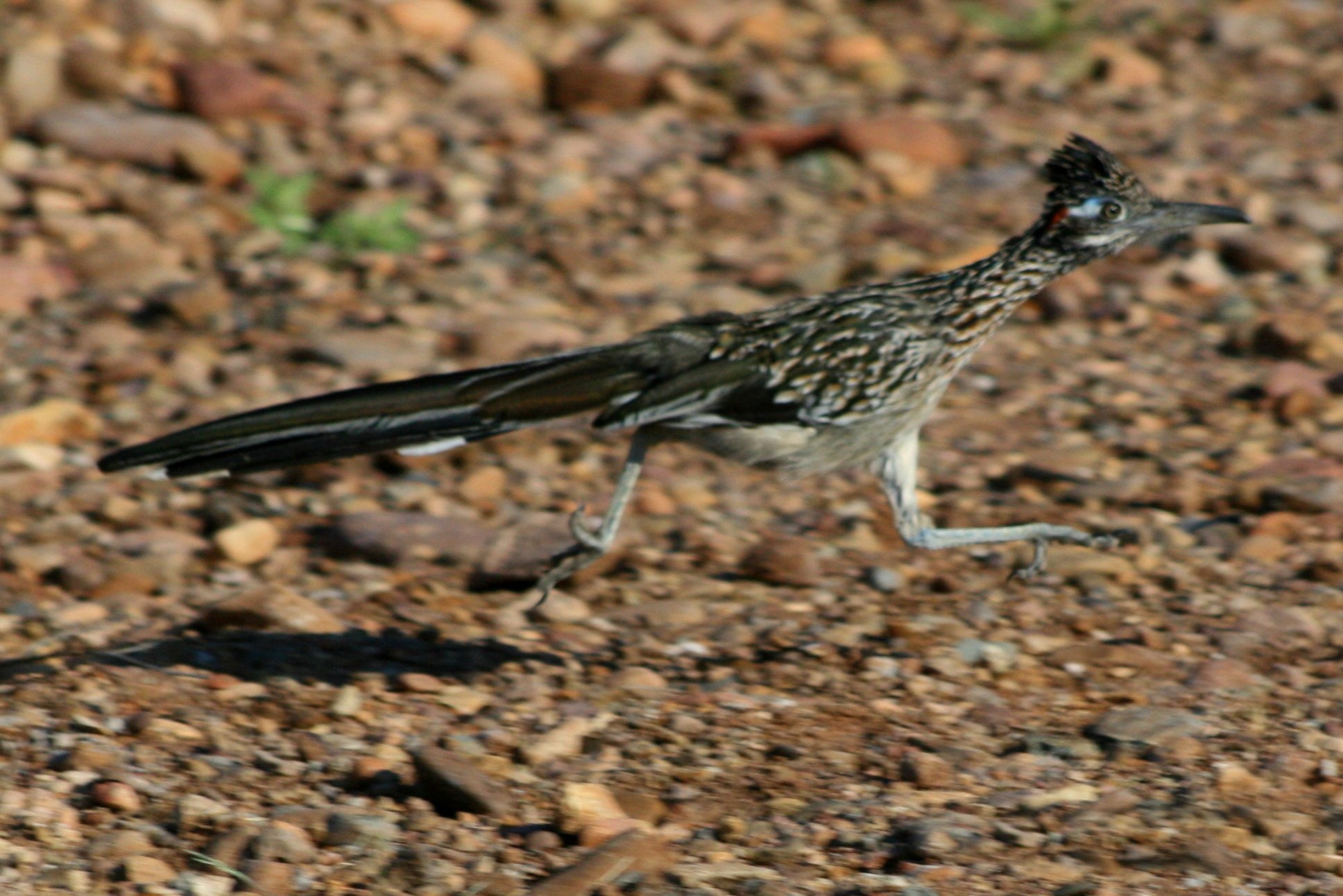
Grand géocoucou en pleine course.
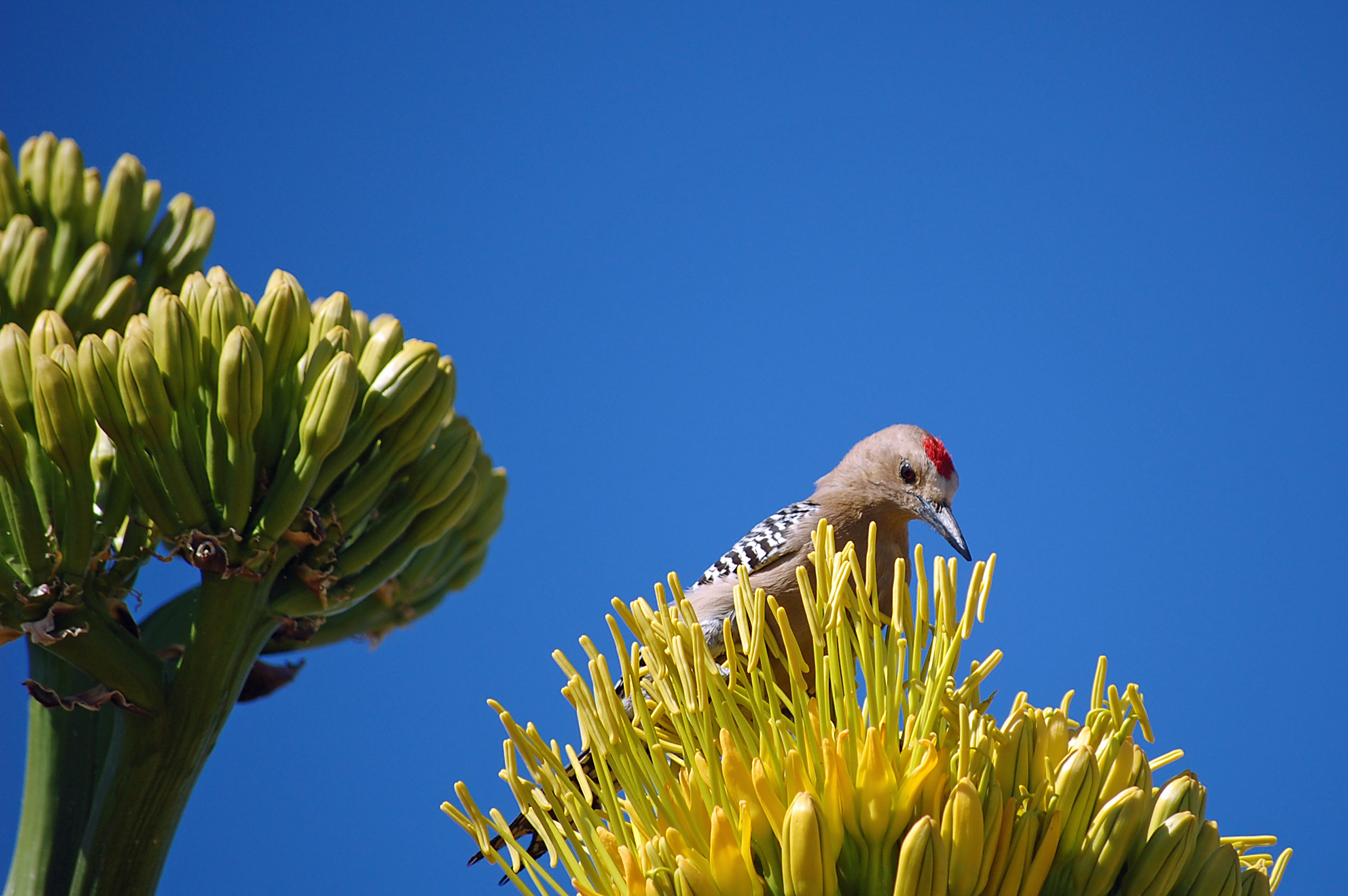
Pic des saguaros.
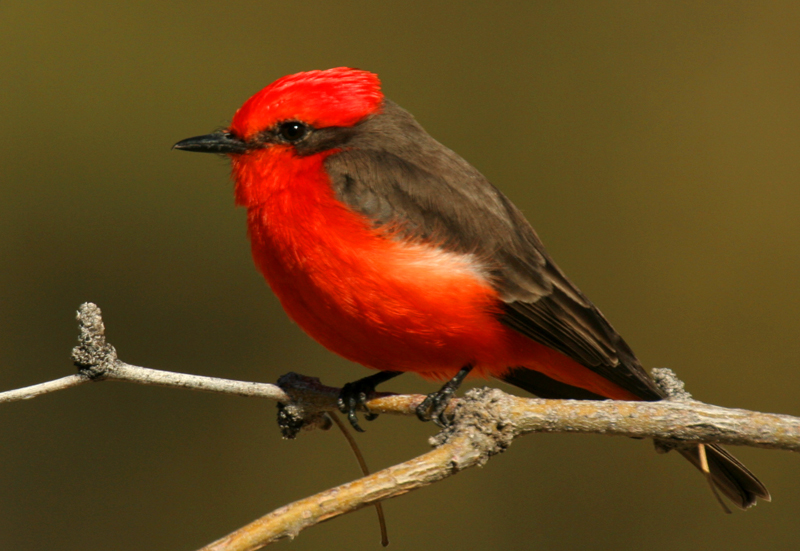
Moucherolle vermillon.

Les reptiles, surtout visibles en été durant la période des pluies, sont représentés par la Tortue du désert (Gopherus agassizii), Terrapene ornata, Kinosternon sonoriense, le Lézard à flancs maculés (Uta stansburiana), le Lézard à queue de zèbre (Callisaurus draconoides), le Monstre de Gila (Heloderma suspectum), le Gecko à bandes (Coleonyx variegatus), Phrynosoma solare, Dipsosaurus dorsalis, Gambelia wislizenii et Eumeces obsoletus. Parmi les serpents du parc se trouvent la Couleuvre à nez mince (Pituophis catenifer), le Crotale diamantin de l'Ouest (Crotalus atrox), le Crotale tigré (Crotalus tigris), Crotalus molossus, Crotalus scutulatus, Crotalus viridis, Trimorphodon biscutatus, Micruroides euryxanthus, Hypsiglena torquata et Cnemidophorus sonorae,.
Bien que la zone soit très sèche, le parc abrite quelques espèces d’amphibiens qui profitent des pluies abondantes de la mousson estivale comme le Crapaud pieds-en-bêche (Spea multiplicata), le Crapaud des steppes (Bufo cognatus), Bufo alvarius, Rana yavapaiensis et Hyla arenicolor,.

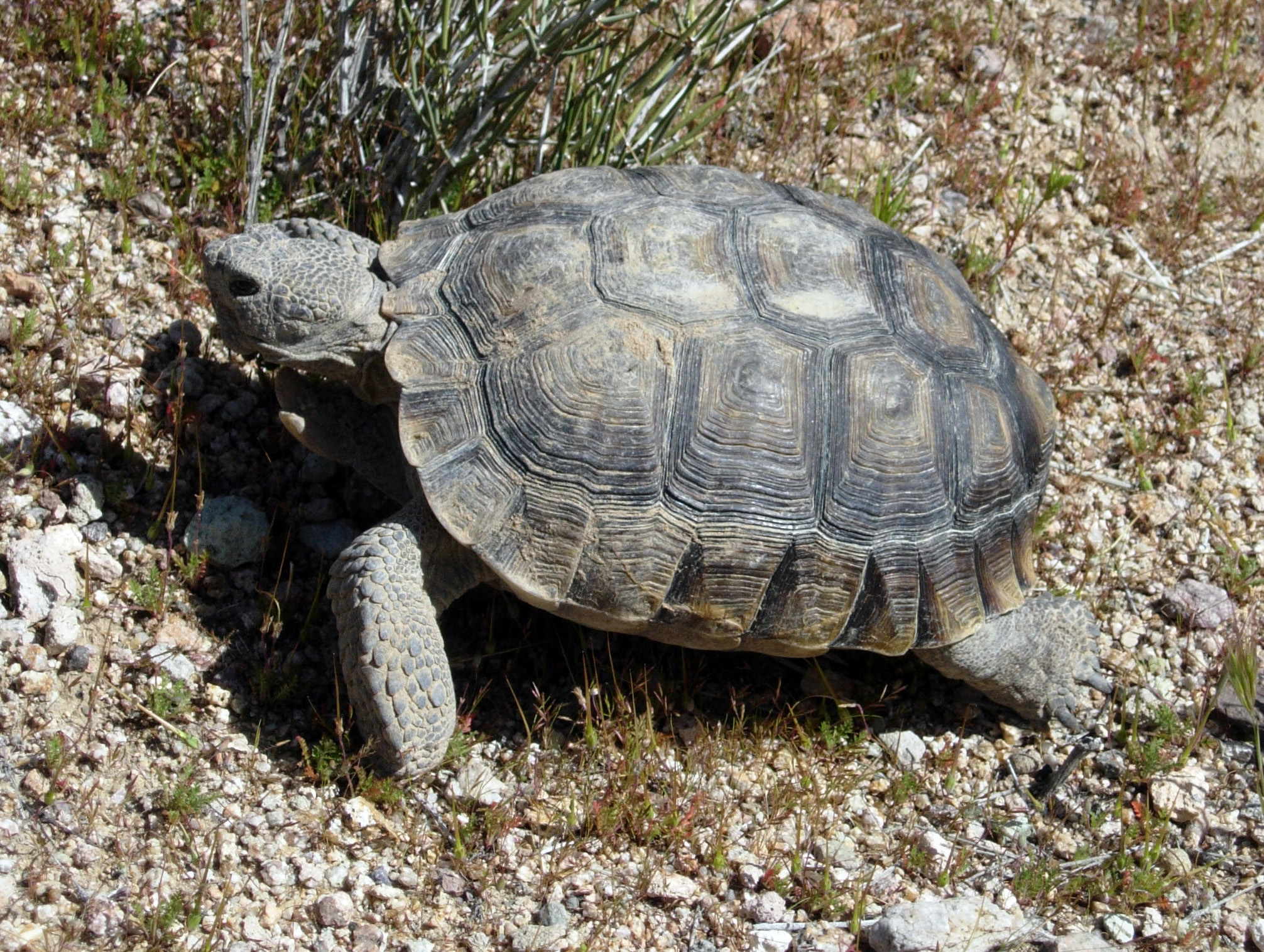
Tortue du désert.
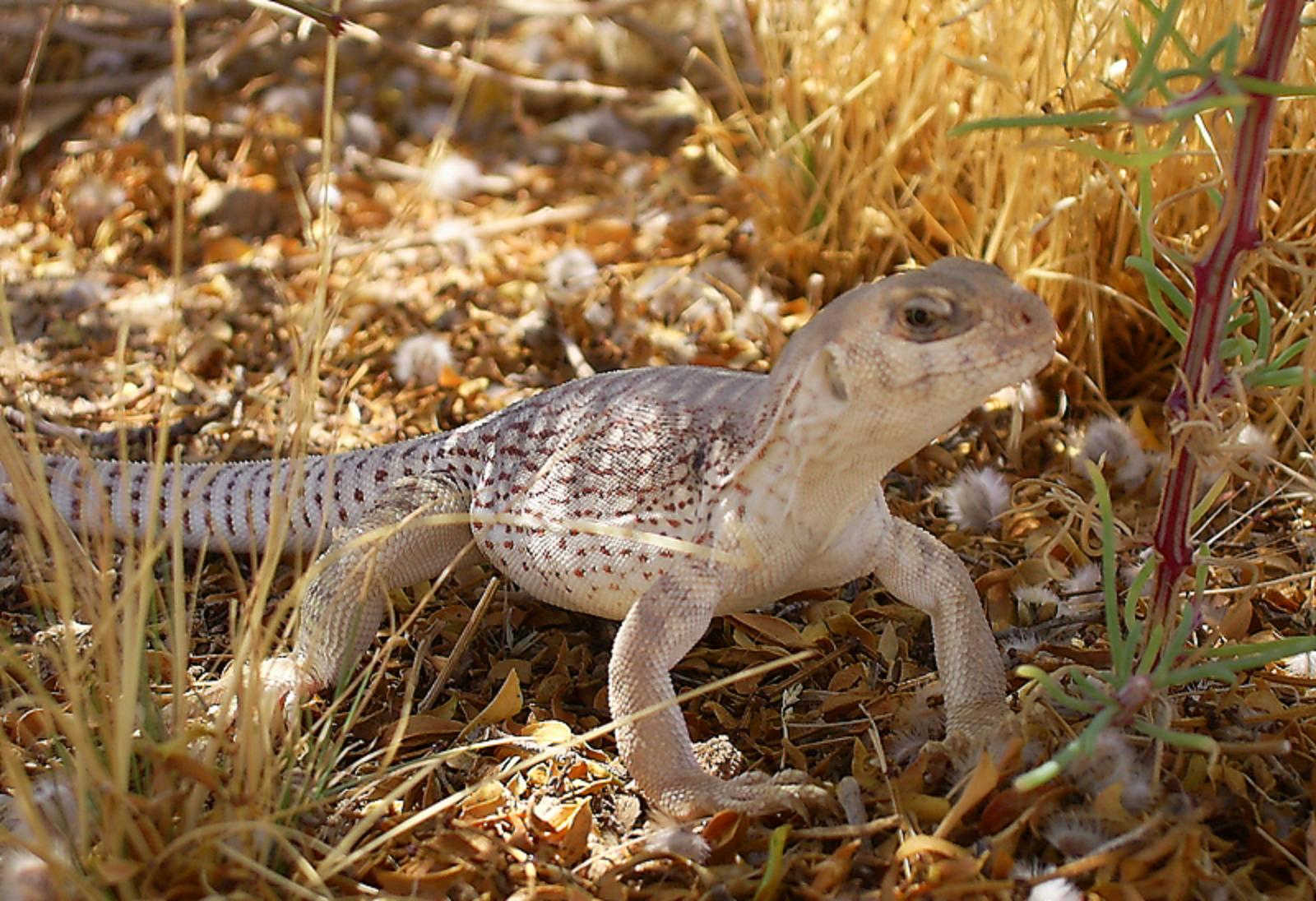
Dipsosaurus dorsalis.
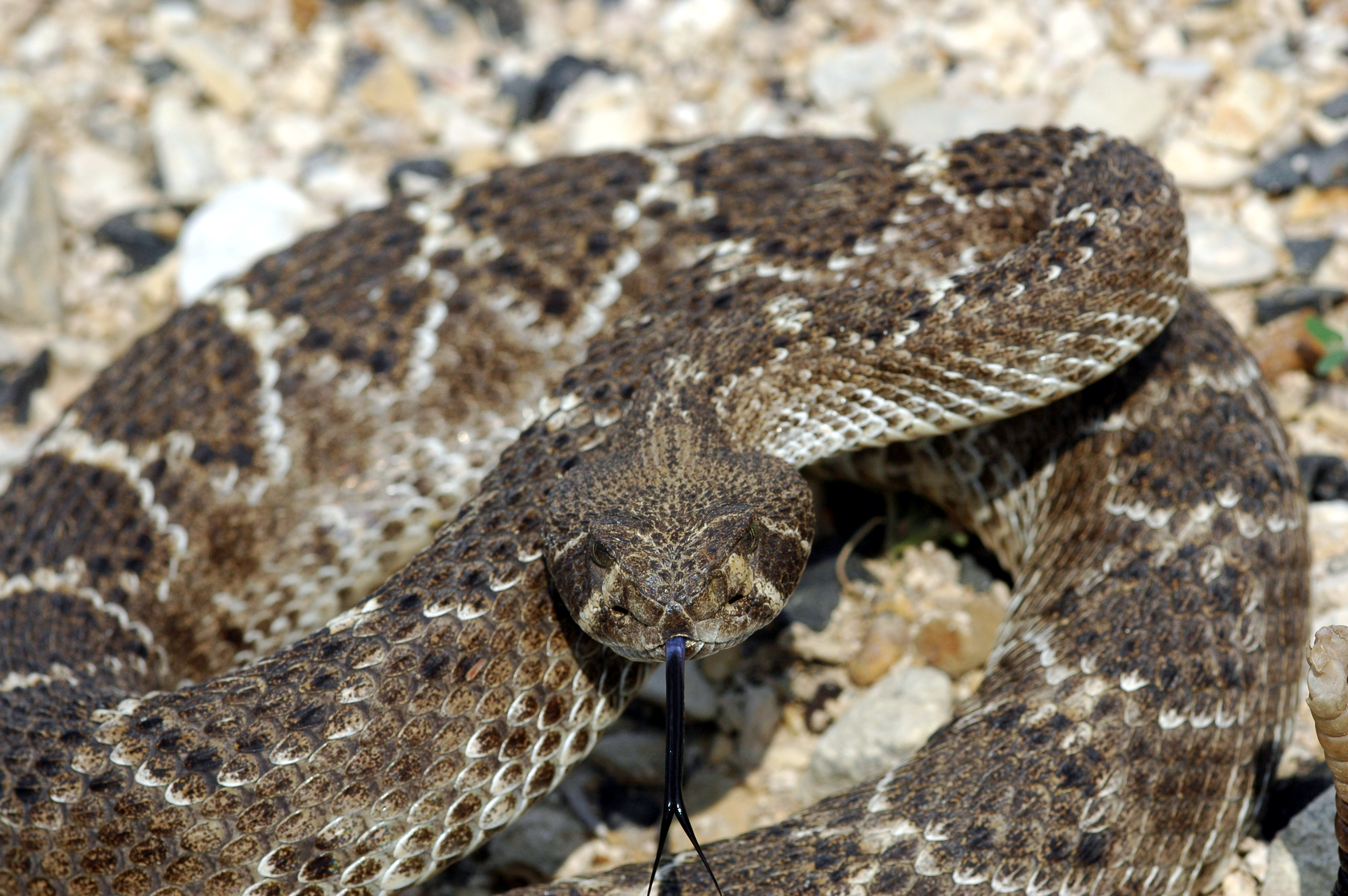
Crotale diamantin de l'Ouest.
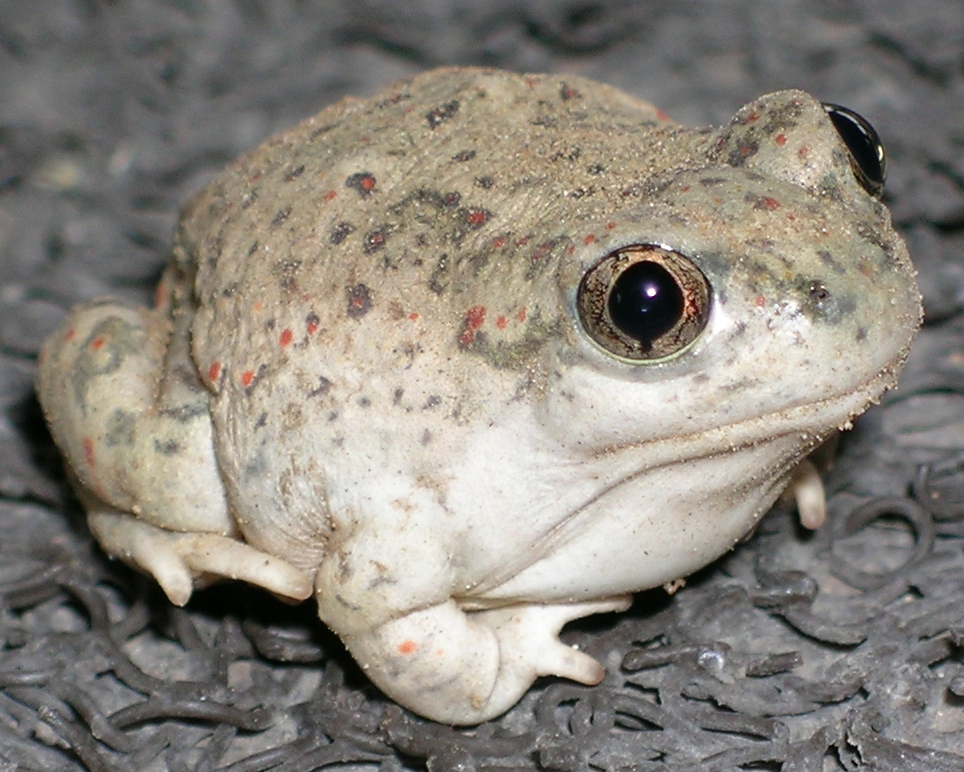
Crapaud pieds-en-bêche.

### Flore
Les plantes du milieu désertique doivent supporter de longues périodes de sécheresses. D'apparence sèche une grande partie de l'année, elles attendent la saison des pluies pour verdir. Les monts Rincon abritent 1 162 espèces végétales tandis que celle de Tucson en contient seulement 512 soit moins de la moitié.
Le cactus qui a donné son nom au parc est le Saguaro (Carnegiea gigantea). La fleur de l'imposant cactus est un symbole de l'Arizona. La floraison a lieu entre avril et juin durant la nuit et très tôt le matin lorsque la température est encore fraîche. La fleur ne reste présente que 24 heures durant lesquelles a lieu la pollinisation. Un cactus produit environ 200 fruits, qui abritent chacun près de 2 000 graines, appréciés de différents animaux dont la Tourterelle à ailes blanches (Zenaida asiatica) qui dissémine les graines. Après 25 ans, le cactus ne dépasse pas 30 centimètres. Il lui faut atteindre 50 à 60 ans pour porter ses premiers fruits et pour atteindre 2 mètres de haut. C'est lorsqu'il a entre 75 et 100 ans que son pied principal commence à se ramifier en lui donnant sa forme rendue célèbre dans les westerns. Il atteint finalement une taille de près de 15 mètres pour un poids de 8 tonnes.
De nombreux autres cactus sont également présents dans ce milieu aride comme Ferocactus cylindraceus, Opuntia phaeacantha, Opuntia engelmannii et Mammillaria grahamii. Parmi les autres plantes se trouvent Chamaesyce gracillima, Jatropha cardiophylla, Lupinus sparsiflorus, Mentzelia texana, Orobanche cooperi, Sairocarpus nuttallianus, Monoptilon bellioides et Yucca elata.

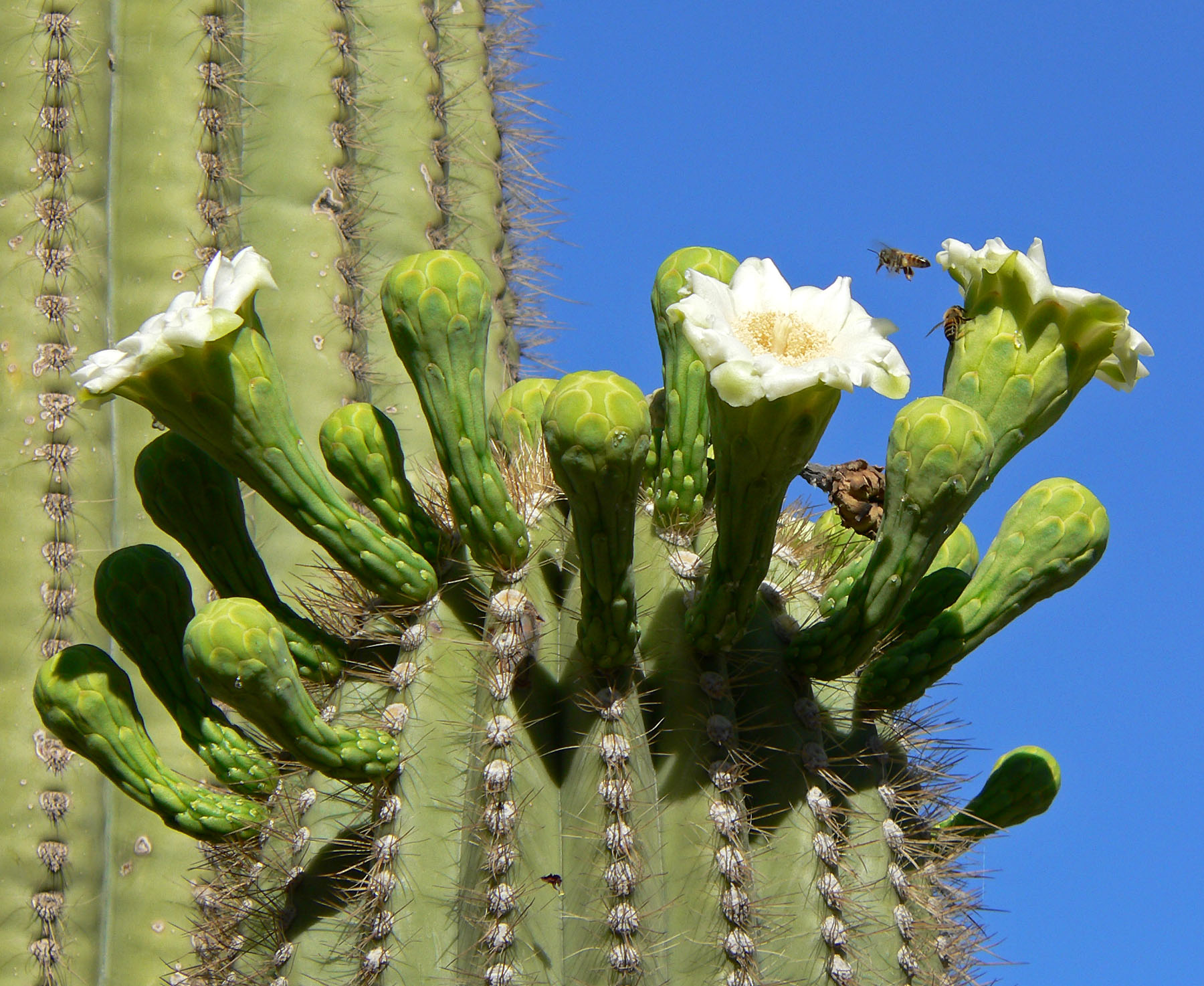
Saguaro en fleurs.
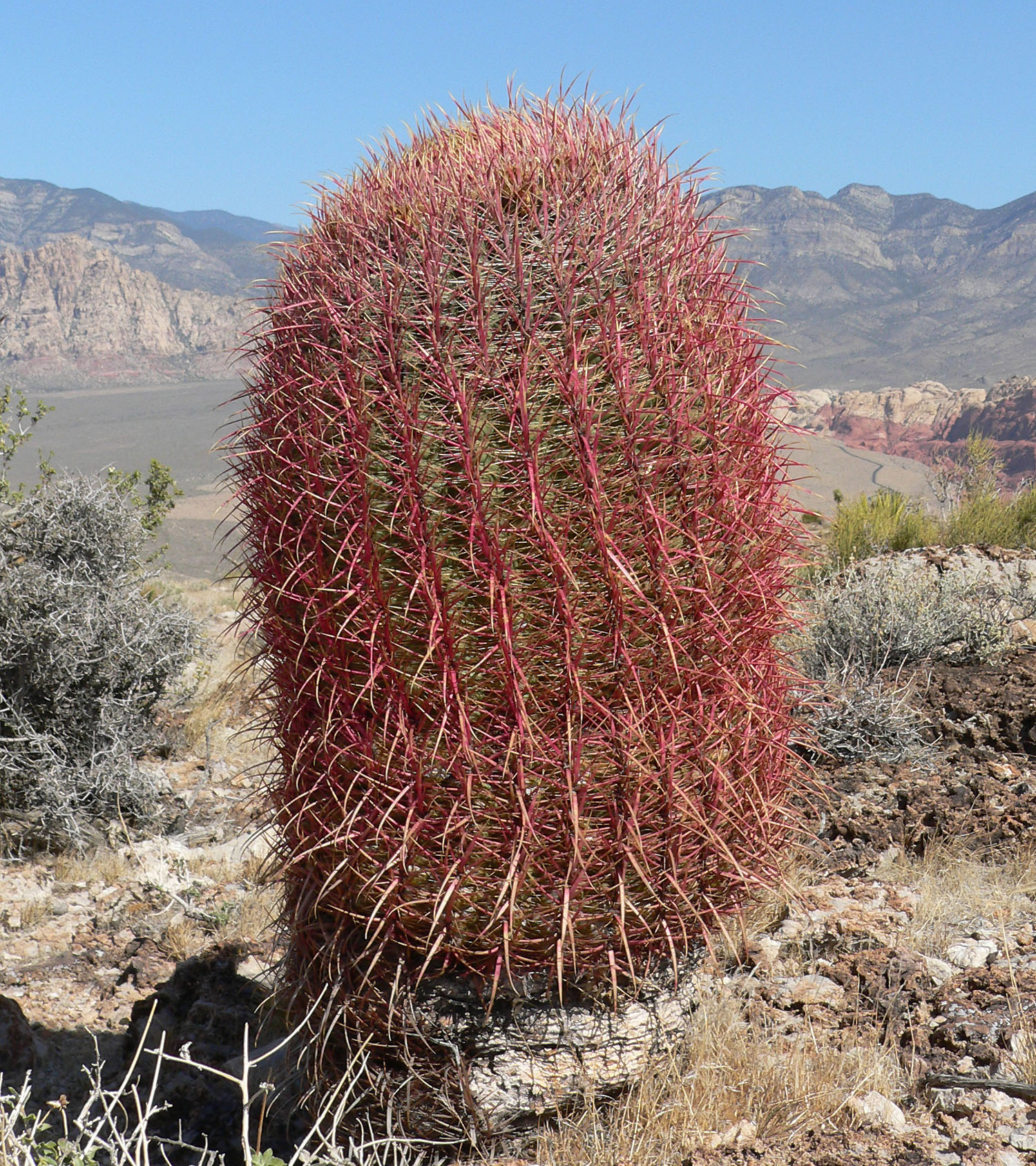
Ferocactus cylindraceus.
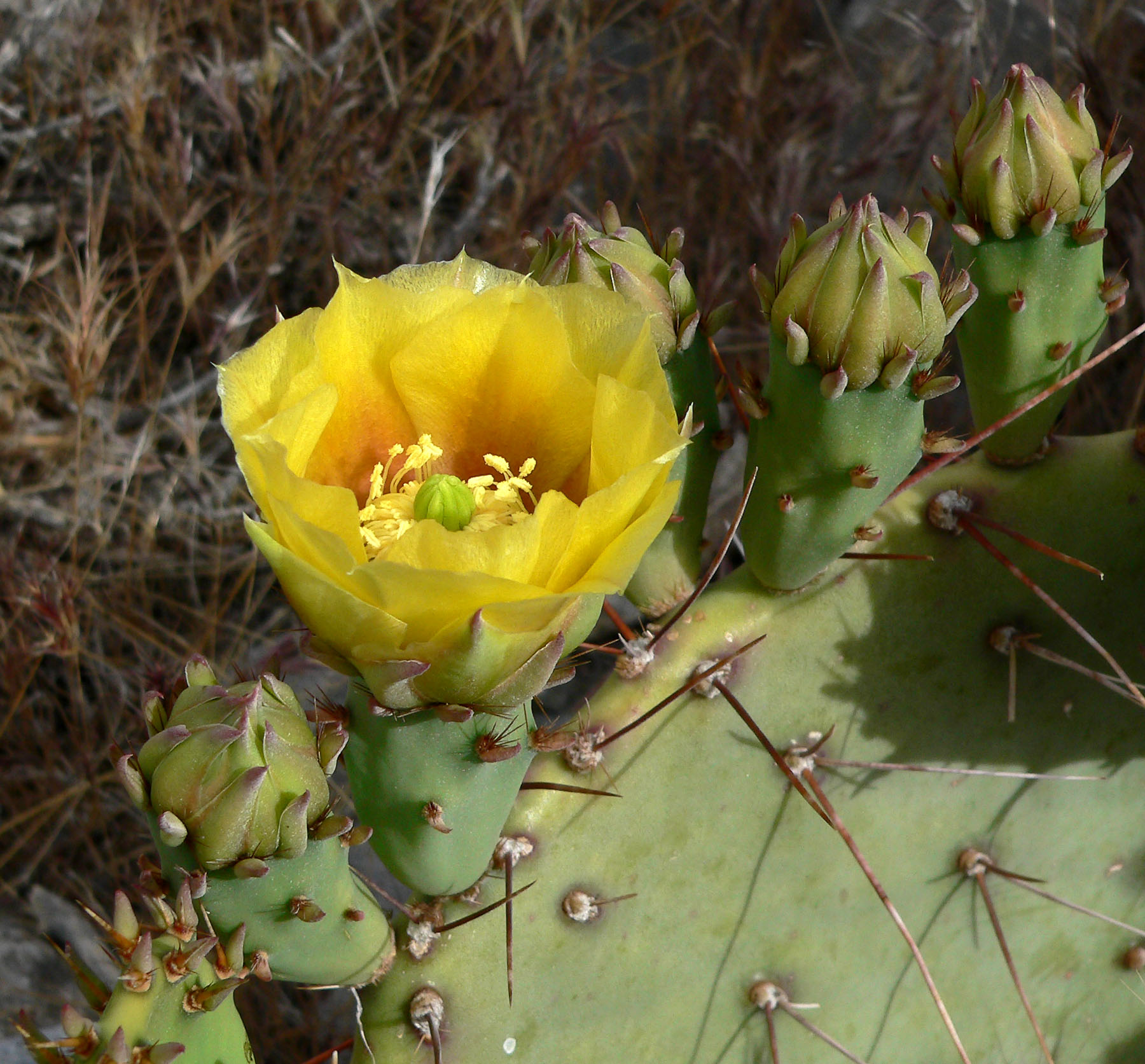
Opuntia engelmannii.
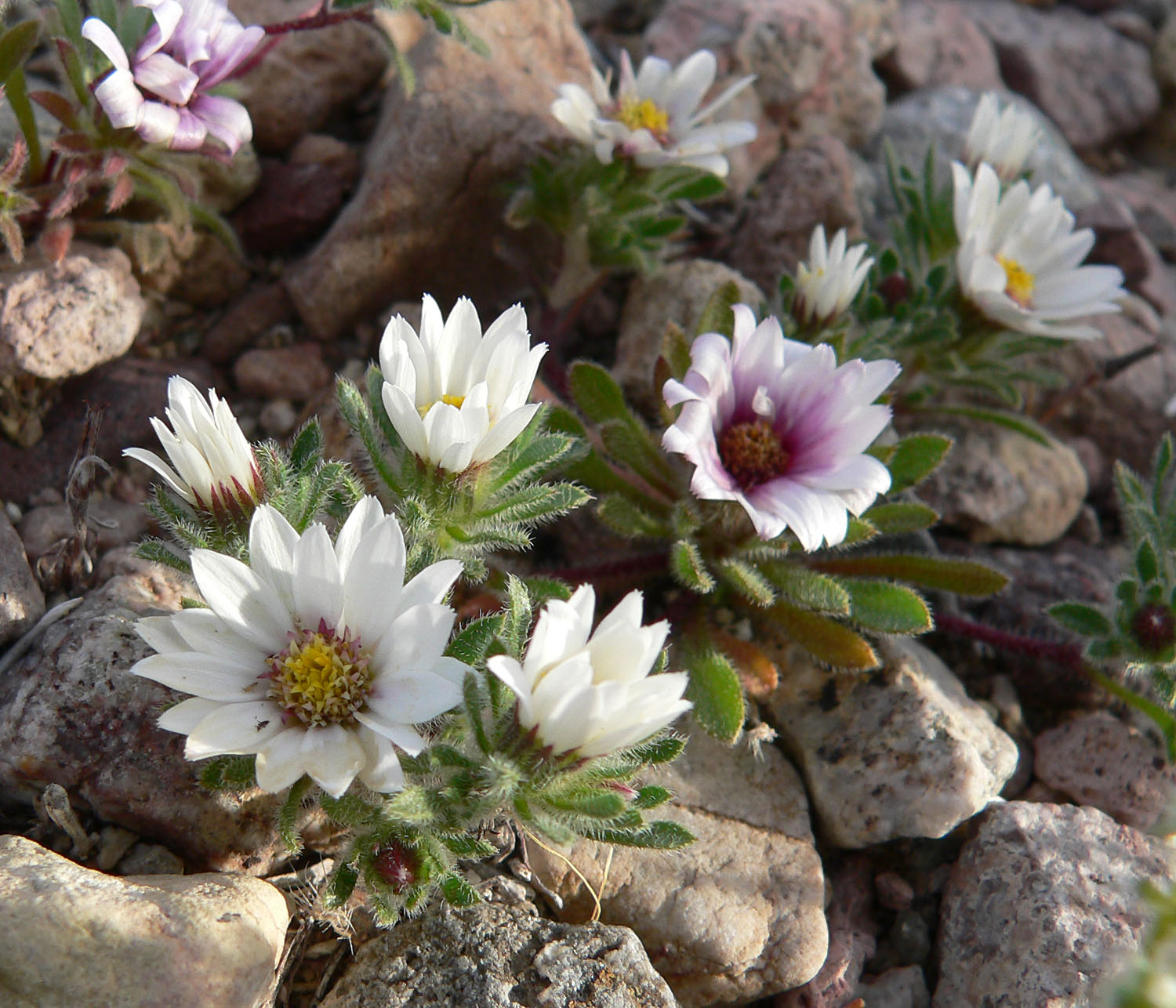
Monoptilon bellioides.

Hormis quelques exceptions comme le Chêne arbustif turbinellé (Quercus turbinella), les arbres sont absents de la zone de Tucson. Au niveau de Rincon se trouvent d'autres espèces de feuillus dont le Chêne bleu du Mexique (Quercus oblongifolia) mais aussi l'Érable negundo (Acer negundo), l'Aulne de l'Arizona (Alnus oblongifolia) et le Noyer noir d'Arizona (Juglans major). Les conifères sont représentés par le Cyprès de l'Arizona (Cupressus arizonica), le Sapin de Douglas (Pseudotsuga menziesii), le Pin à pignons (Pinus edulis), le Sapin du Colorado (Abies concolor) et le Pin blanc du Sud-Ouest (Pinus strobiformis).

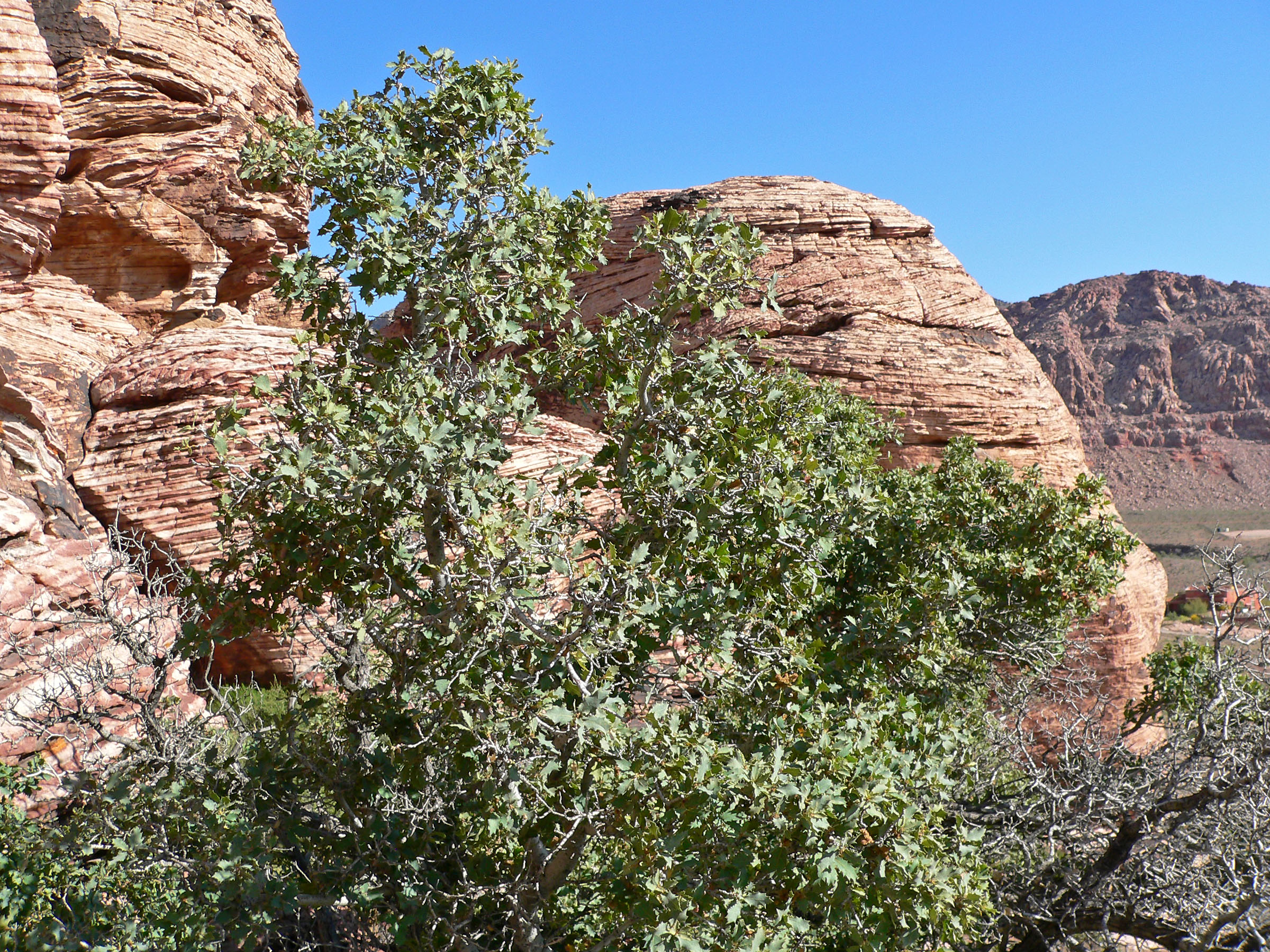
Chêne arbustif turbinellé.
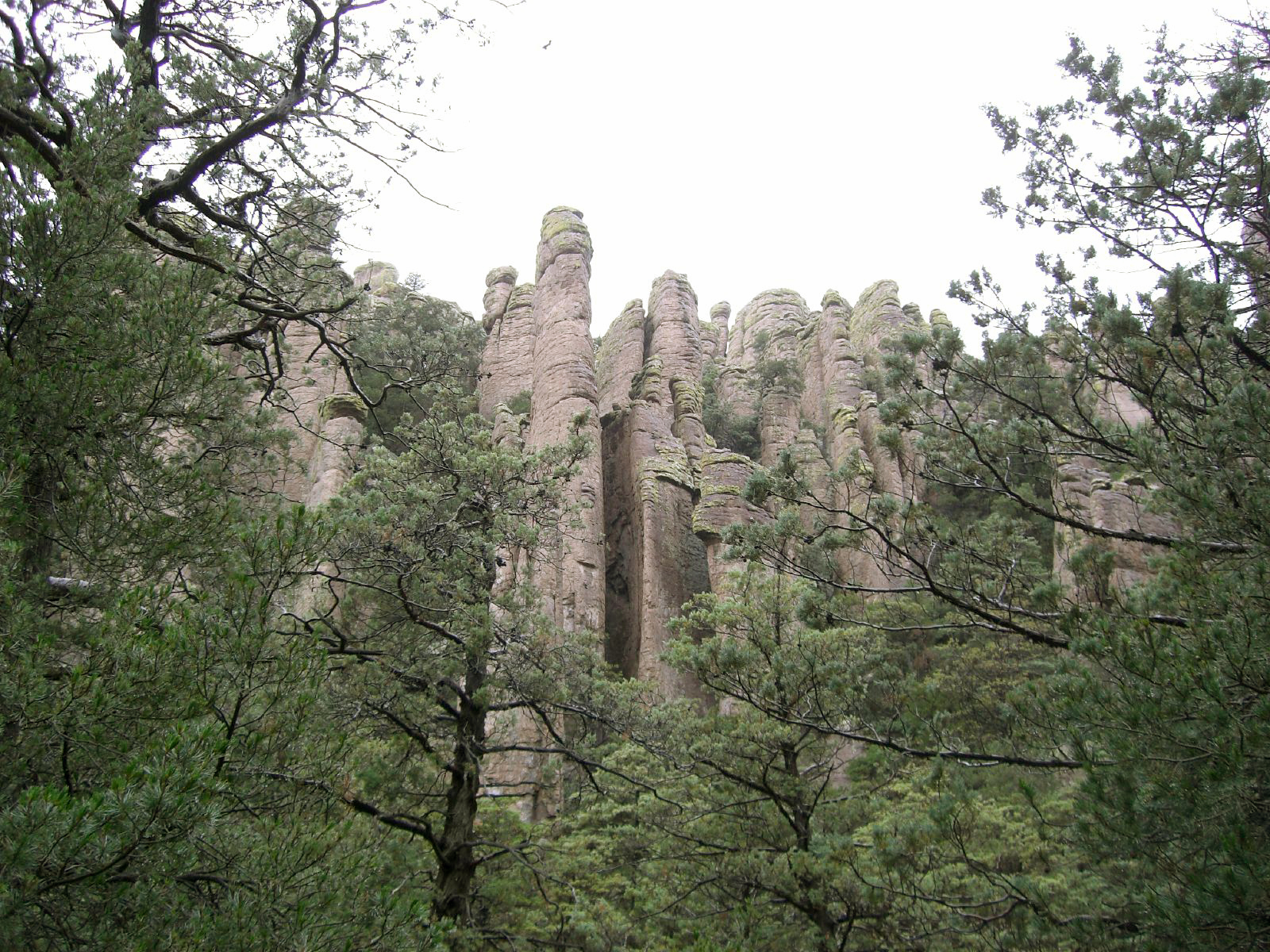
Cyprès de l'Arizona.
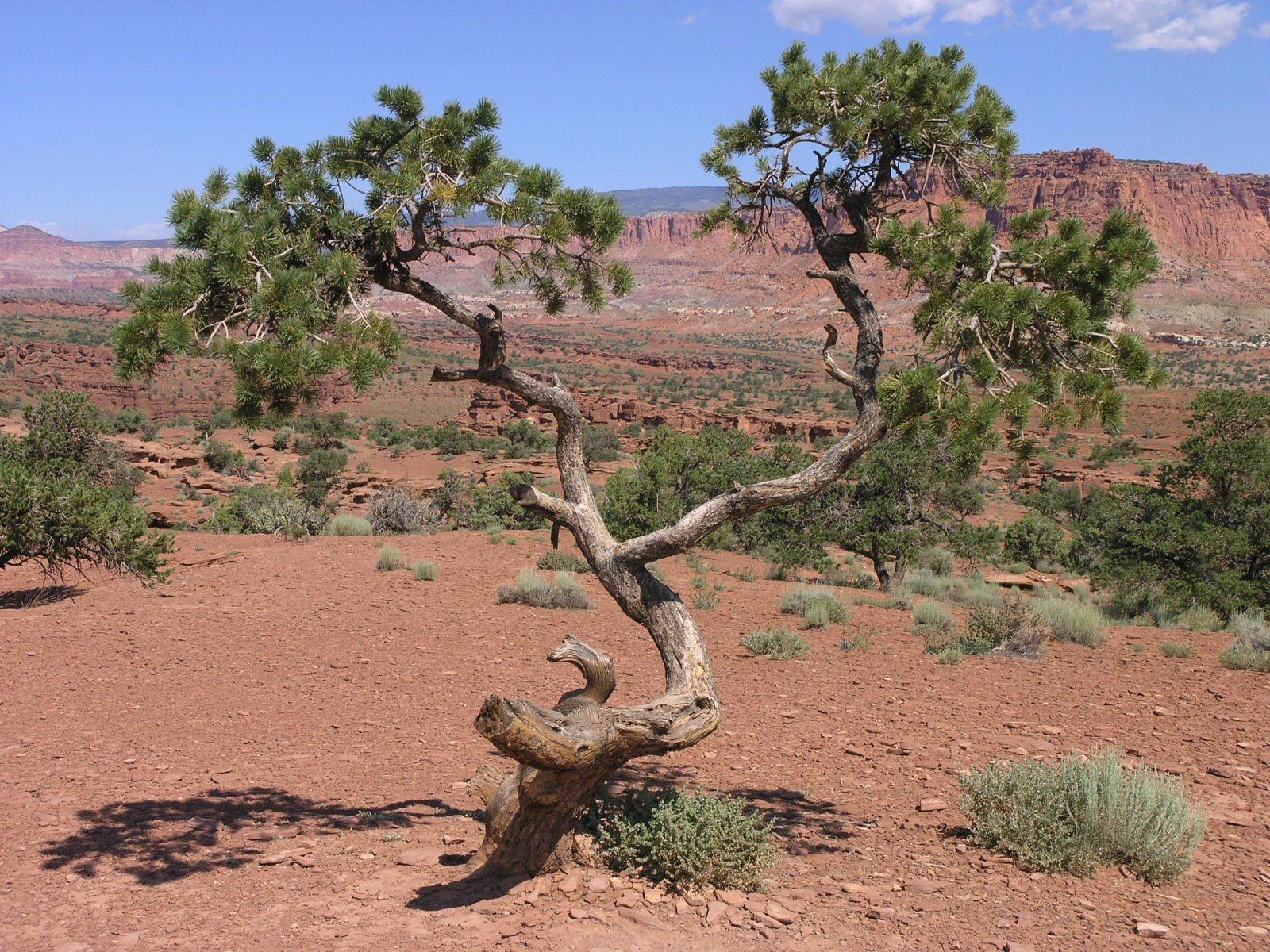
Pin à pignons (Pinus edulis).

## Histoire

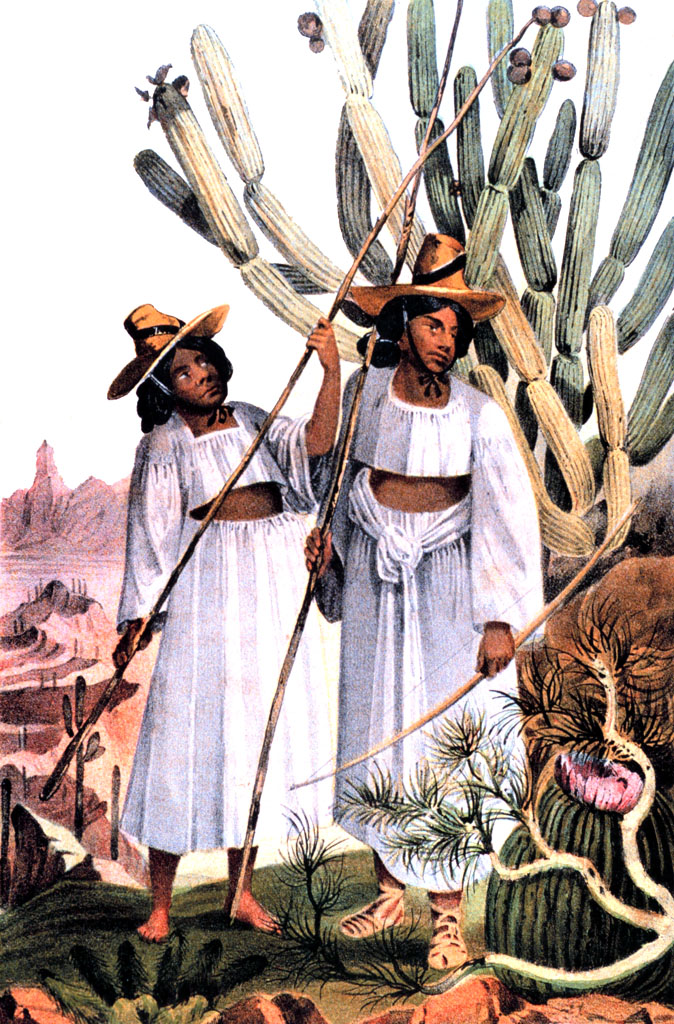
Cueilleuses de la tribu Tohono O'odham s'aidant de perches pour attraper les fruits des cactus.

Les premières traces de l'Homme dans la région remontent à la période archaïque vers 5 000 av. J.-C. Ce sont alors des nomades qui vivent de la chasse et de la cueillette mais qui ne restent pas en permanence dans la région du parc.
Les premiers Hommes à vivre dans la région du parc se nomment Hohokams (qui signifie « Ceux qui ont disparu »). Ces Amérindiens sont des agriculteurs qui vivent dans des villages situés dans la région de 200 à 1 450 apr. J.-C. Ils se rendent dans les zones montagneuses du parc pour y chasser et pour y pratiquer la cueillette de fruits et de plantes sauvages tandis qu'ils cultivent le maïs, le haricot tépari et la courge près de leurs villages. Ils gravent et dessinent des pétroglyphes et des pictographes sur différents rochers de la région, par exemple au sommet de Signal Hill. Les pictographes, qui sont réalisés avec de la peinture naturelle, ne sont plus visibles que dans des grottes car à l'air libre ils disparaissent à cause des conditions climatiques. Cette forme d'art permet de représenter des parties de leur vie (comme la chasse) ou de leur spiritualité.
Les archéologues pensent que le style de vie de ces agriculteurs change à la suite de sécheresses, de guerres et d'un appauvrissement des sols. Ils seront remplacés par les tribus amérindiennes Sobaipuri et Tohono O'odham dont l'alimentation est basée sur les fruits des cactus et la chasse. Les fruits des Saguaro sont ainsi bouillis à la fin juin pour en faire de la confiture, du sirop ou du vin utilisé lors de cérémonies religieuses,. Les graines des Saguaros sont également consommées par les Amérindiens et par leurs élevages de poulets. Les cactus sont utilisés pour la construction d'abris et de clôtures.
Les explorateurs espagnols arrivent en Arizona vers 1539-1540. La mission San Xavier del Bac (1775) et un avant-poste militaire sont alors construits à l'emplacement actuel de Tucson pour protéger les nouveaux colons européens d'attaques menées par les Apaches. L'Arizona quitte le giron mexicain en 1848 à la suite de la défaite du Mexique lors de la guerre américano-mexicaine. L'Arizona ne rejoindra les États-Unis qu'en 1912.
Les montagnes sont un moment exploitées car elles abritent des minerais d'argent et de cuivre. Les quantités sont toutefois très limitées et les quelques mines ferment faute de rentabilité suffisante. Après 1872, des éleveurs de bétails s'installent dans la région. Le bétail a rapidement un impact négatif sur les Saguaros.
La région des monts Rincon est classée en tant que monument national américain (Saguaro National Monument) le 1er mars 1933 sous la législature du président Herbert Hoover dans le but de protéger la grande variété d'espèces de cactus dont le Saguaro. Le 15 novembre 1961, la région de Tucson Mountain est ajoutée au parc parce qu'elle contient un panel remarquable de végétation du désert de Sonora dont le Saguaro dont la concentration y est la plus élevée de tout le pays. En 1976, le gouvernement américain augmente le degré de protection d'une partie du monument en le transformant en aire sauvage (Wilderness Area). Le monument est finalement transformé en parc national le 14 octobre 1994.

## Gestion et administration

Logo du National Park Service.

Le parc national est géré par le National Park Service, qui dépend du département de l'Intérieur américain. Ce service national dispose d'un budget annuel total de 2,361 milliards de dollars (2005) et doit gérer au niveau national plusieurs zones protégées dont la superficie totale avoisine les 340 000 km2.
En 2008, le parc national de Saguaro emploie 63 personnes tout en se faisant aider par de nombreux bénévoles. Le personnel s'occupe d'accueillir et d'informer les visiteurs du parc. Il a pour mission d'entretenir et de restaurer les infrastructures et il lutte contre la prolifération d'espèces invasives tout en suivant de très près l'évolution des populations d'espèces menacées. Le parc est finalement confronté à l'accroissement du nombre de visiteurs et à l'impact croissant de l'urbanisation de la proche ville de Tucson.
Le rôle du National Park Service est de préserver et de protéger les ressources naturelles et culturelles. Le Congrès américain lui conféra le titre d'agence fédérale lors de la ratification du National Park Service Organic Act le 25 août 1916. Selon cette loi, la mission du service est de promouvoir et de réguler l'utilisation des parcs nationaux en protégeant les paysages, la vie sauvage et les sites historiques en vue de les laisser intacts pour les générations futures. La chasse, l'exploitation minière et forestière ainsi que la collecte de ressources naturelles et culturelles sont illégales à l'intérieur du parc. La prospection et l'exploitation de pétrole ou de gaz sont également interdites.

## Tourisme
Le parc, connu pour ses célèbres cactus, attire près de 600 000 touristes chaque année ce qui s'explique par sa proximité avec la ville de Tucson. Le nombre de visiteurs reste toutefois bien inférieur au plus de quatre millions de visiteurs du Grand Canyon, le parc national le plus visité d'Arizona. Accessible facilement au départ de Tucson, il est ouvert tout au long de l'année sauf les jours fériés.

### Infrastructures
Tucson est situé à 900 km de Los Angeles mais à seulement 250 km au sud-est de la capitale de l'Arizona, la ville de Phoenix. Le parc est facilement accessible grâce aux aéroports internationaux de Tucson ou de Phoenix. La ville de Tucson dispose par ailleurs d'une gare. Par la route, le parc est accessible au départ de l'Interstate 10.
Le parc dispose de deux centres d'accueil pour les visiteurs. Il offre près de 275 km de sentiers de randonnée, parmi lesquels le Desert Ecology Trail, classé National Recreation Trail depuis 1982. L'activité principale dans le parc est la randonnée à pieds. Il est également autorisé d'y pratiquer sur certains sentiers du vélo ou de la randonnée à cheval. Enfin, il est également possible d'y camper.

### Culture populaire

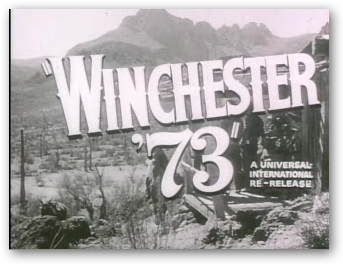
La région et ses saguaros apparaissent dans de nombreux films dont Winchester '73 en 1950.

De nombreux westerns ont été filmés dans la région du parc national et aux alentours de la ville de Tucson. Parmi eux, Les Cloches de Sainte-Marie (1945), Winchester '73 (1950), Règlements de comptes à OK Corral (1957), la série Bonanza (1959), Rio Bravo (1959), La Conquête de l'Ouest (1962), El Dorado (1967), Rio Lobo (1970), Tombstone (1993), Wild Wild West (1998). Les westerns n'ont pas été les seuls films à emprunter les décors de la région. Figurent notamment L'Équipée du Cannonball (1981), Les Rois du désert (1999), Confessions d'un homme dangereux (2002), Transformers 2 : la Revanche (2008),,.
Le documentaire animalier de Walt Disney intitulé Le Désert vivant (The living Desert) a été tourné dans la région de Tucson. Ce film, qui obtient l'Oscar du meilleur film documentaire en 1953 met par exemple en scène un Puma grimpant au sommet d'un Saguaro pour se protéger de Pécaris à collier,.
Les célèbres saguaros apparaissent également dans plusieurs bandes dessinées. Ainsi, ces cactus sont présents sur toutes les dernières planches des albums de Lucky Luke lorsque celui-ci s'éloigne sous le soleil couchant.

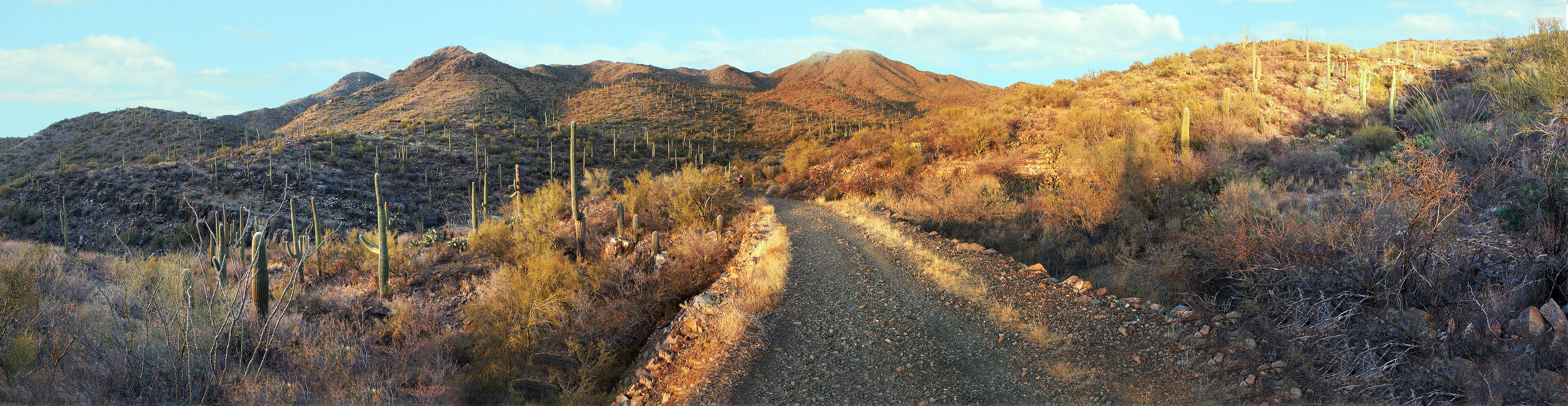
Panorama dans le parc.

## Honneur
Le parc national de Saguaro et le saguaro ont donné leur nom à l'astéroïde (159814) Saguaro.